# Maason Smith
Maason Smith (Houma, 13 ottobre 2002) è un giocatore di football americano statunitense che milita nel ruolo di defensive tackle per i Jacksonville Jaguars della National Football League (NFL).

## Carriera universitaria
A LSU, Smith divenne il primo giocatore nella storia dell’istituto a indossare il numero zero. Nella prima stagione fece registrare 19 tackle, 5 dei quali con perdita di yard, e 4 sack. Tre di quei sack giunsero nella gara contro McNeese State. In quella partita tuttavia si infortunò e perse il resto della stagione, venendo comunque inserito nella formazione ideale dei debuttanti della Southeastern Conference (SEC) e premiato come Freshman All-American. Nella prima partita della stagione 2022 contro  Florida State, mentre stava festeggiando una giocata, Smith si ruppe il legamento crociato anteriore, chiudendo prematuramente la sua stagione. Fece ritorno in campo nella stagione successiva, totalizzando 27 placcaggi e 4,5 sack, prima di decidere di passare tra i professionisti.

## Carriera professionistica

### Jacksonville Jaguars
Smith fu scelto nel corso del secondo giro (48º assoluto) del Draft NFL 2024 dai Jacksonville Jaguars. Debuttò come professionista subentrando nella gara del primo turno contro i Miami Dolphins. Nella sua prima stagione mise a segno 17 placcaggi e 3 sack in 11 presenze, di cui 5 come titolare.